# Gláucio de Jesus Carvalho
Gláucio de Jesus Carvalho (sinh ngày 11 tháng 11 năm 1975) là một cầu thủ bóng đá người Brasil.

## Sự nghiệp câu lạc bộ
Gláucio de Jesus Carvalho đã từng chơi cho Avispa Fukuoka.

## Thống kê câu lạc bộ

### J.League
| Đội            | Năm       | J.League | J.League | J.League Cup | J.League Cup | Tổng cộng | Tổng cộng |
| Đội            | Năm       | Trận     | Bàn      | Trận         | Bàn          | Trận      | Bàn       |
| -------------- | --------- | -------- | -------- | ------------ | ------------ | --------- | --------- |
| Avispa Fukuoka | 2005      | 37       | 18       | -            | -            | 37        | 18        |
| Avispa Fukuoka | 2006      | 7        | 1        | 4            | 0            | 11        | 1         |
| Tổng cộng      | Tổng cộng | 44       | 19       | 4            | 0            | 48        | 19        |